# La frusta d'argento
La frusta d'argento (The Silver Whip) è un film del 1953 diretto da Harmon Jones.
È un film western statunitense con Dale Robertson, Rory Calhoun e Robert Wagner. È basato sul romanzo del 1953 First Blood di Jack Schaefer.

## Produzione
Il film, diretto da Harmon Jones su una sceneggiatura di Jesse Lasky Jr. con il soggetto di Jack Schaefer (autore del romanzo), fu prodotto da Michael Abel e Robert Bassler per la Twentieth Century Fox e girato nei 20th Century Fox Studios a Century City, Los Angeles, e a Sonora in California.

## Distribuzione
Il film fu distribuito con il titolo The Silver Whip negli Stati Uniti nel febbraio 1953 al cinema dalla Twentieth Century Fox.
Altre distribuzioni:
- in Germania Ovest il 28 agosto 1953 (Die silberne Peitsche)
- in Portogallo il 4 gennaio 1954 (Mensageiros do Perigo)
- in Finlandia il 22 gennaio 1954 (Hopearuoska)
- in Austria nel marzo del 1954 (Die silberne Peitsche)
- in Danimarca il 21 giugno 1954 (Sølvpisken)
- in Francia (Le fouet d'argent)
- in Brasile (Os Mensageiros do Perigo)
- in Grecia (To mastigio tis timis)
- in Italia (La frusta d'argento)

## Promozione
Le tagline sono:
- "High ADVENTURE Rides the Stage!".
- "Adventure Lashes Across The Face Of The West!".
- "All its stinging slashing fury explodes like the crack of 1000 six guns...A GREAT SAGA OF THE SILVER WEST MAKES ITS MIGHTY MARK ON THE SCREEN!".
- "THE WHIP-MEN AND THE WOMEN...who rode the roaring rawhide trail that linked the booming silver hills to the blazing gun towns of the West!".